# بخش پن (شهرستان مورگان، اوهایو)
بخش پن (به انگلیسی: Penn Township) یک منطقهٔ مسکونی در ایالات متحده آمریکا است که در شهرستان مورگان، اوهایو واقع شده‌است.
 بخش پن ۵۹٫۴ کیلومتر مربع مساحت و ۷۷۷ نفر جمعیت دارد و ۲۵۳ متر بالاتر از سطح دریا واقع شده‌است.